# 山本芳樹
山本 芳樹（やまもと よしき、7月22日 - ）は、兵庫県尼崎市出身の日本の俳優。本名同じ。所属は劇団 Studio Life。

## 人物
血液型はA型で、人気男優劇団 劇団Studio Lifeの1996年劇団オーディション（ジュニア１）で入団。映画やダンス公演等にも多数出演している。バレエで培ったしなやかな動きや繊細な感情表現を武器に幅広い役柄を演じる。主役を演じることも多く劇団の主要メンバーの一人である

## 主な出演歴

### 舞台
- 「Daisy Pulls It Off」
- 「銀のキス」
- 「訪問者」
- 「ヴェニスに死す」
- 「Sons」
- 「死の泉」
- 「月の子」
- 「LILIES」
- 「DRACULA」
- 「フルーツバスケット」
- 「ドリアン・グレイの肖像」
- 「パサジェルカ」
- 「11人いる!」
- 「OZ」
- 「メッシュ」
- 「白夜行 第一部 第二部」
- 「トーマの心臓」1997年[1]、1999年[2]、2003年[3]、2006年[4]、2010年[5]、2014年[6]、2016年[7]、2022年[8]
- 「ACT泉鏡花」2010年、
- 「はみだしっ子」2017年[9]、2018年[10]、2020年[11]、
- 「アドルフに告ぐ」2007年[12]、2015年[13]、2023年[14]
- 「写楽は北斎」2023年、2024年[15]
- 音楽劇「中原中也」2024年
- 「初恋 Sada Yacco: Japan's first actress」2025年[16]
- 「更地21」2025年[17]
- 「探偵東堂解の事件録 -大正浪漫探偵譚-」2025年[18]

### 映画
- アザーライフ（2006年）

### ダンス
ダンスカンパニーカレードスコープ
- 「闇から闇へ伝えられて行く」（文化庁芸術祭優秀賞受賞作品）
- 「Dream 僕には夢がある。そして、理想と現実も…」（デ・パルク ダンスカンパニー）